# عظايا مفلطحة
العظايا المفلطحة (الاسم العلمي: †Elasmosauridae) هي فصيلة منقرضة من البلصوريات. كان لديها أطول رقاب من بين البلصوريات وبقت على قيد الحياة من فترة الثلاثي المتأخر حتى نهاية العصر الطباشيري. يتكون نظامهم الغذائي أساسا من القشريات والرخويات.